# Ås (geologi)
 For alternative betydninger, se Ås. (Se også artikler, som begynder med Ås)
En ås er en aflang bakke, som er dannet af smeltevandsaflejringer i en tunnel under en gletsjer. Inde i gletsjeren er der sten (sedimenter fra Norge, Sverige og Finland). 
Under gletsjeren løber der vand i en tunnel. Når gletsjeren smelter meget, løber der meget vand. I vandet er der store og små sten/sedimenter fra gletsjeren, som bliver lagt (aflejret) på jorden, når vandet ikke strømmer så hurtigt. Når vandet strømmer helt langsomt, aflejres små sten, og når der er mere vand i tunnelen, bliver kun de største sten liggende. Det indebærer, at i en ås ligger stenene sorterede. Derfor har man gravet mange åse væk – det er jo nemt at finde sten i en bestemt størrelse i en ås. Åse kan være kilometerlange. 

## Danske åse
Danske eksempler er: 
- Skuldelev Ås,
- Mogenstrup Ås (stærkt ødelagt af grusgravning)
- Køge Ås (stærkt ødelagt af grusgravning)

## Falske åse
Jyske Ås i Vendsyssel er ingen ås men – formentlig – en randmorænedannelse.
Romeleåsen, Linderödsåsen, Søderåsen og Hallandsåsen i Skåne er heller ikke smeltevandsaflejringer, men aflange horste. Der findes dog også smeltevandsaflejrede åse i Skåne, fx Knivsåsen øst for Dalby og Lövestads åse.